# Vizegrafschaft Narbonne
Die Vizegrafschaft Narbonne (französisch Vicomté de Narbonne) war – innerhalb Septimaniens, Gothiens oder des Herzogtums Narbonne – die lokale Herrschaft in und um Narbonne. Sie wurde vom 10. bis zur Mitte des 15. Jahrhunderts von einer Familie regiert, deren Besitz sich auf dieses Gebiet beschränkte.
1447 wurde die Vizegrafschaft an den Grafen von Foix verkauft, dessen Nachkommen sie 1507 an den französischen König Ludwig XII. abtraten.

## Erbliche Vizegrafen von Narbonne

### Haus Mâcon
- Maiolus (Mayeul), † wohl vor 15. Juni 911
- Walcharius (Gauthier), 911 bezeugt
- Maiolus (Mayeul II.), 936 bezeugt
- Maiolus (Mayeul III.), † nach 24. Oktober 946

### Andere Familien
- Odo, † vor 11. Dezember 925.
- Volverad, 925
- Matfred, 952-966, † nach 10. August 966, Sohn Odos
- Raimund I., 977-1019/23, † 1019/1023, dessen Sohn
- Berengar, 1019/1023-um 1066, † um 1066, dessen Sohn
- Raimund II., 1066-1067, † nach 1067, dessen Sohn. Von seinem Halbbruder Bernhard verjagt
- Bernhard, 1066–vor 1077, † vor 1077, Sohn Berengars
- Aimery I., 1077–1105, † 1105, dessen Sohn.
- Aimery II., 1105–1134, (X in der Schlacht von Fraga 17. Juli 1134), dessen Sohn.

Von 1134 bis 1143, während der Minderjährigkeit der Erbin, war die Vizegrafschaft Narbonne von Alfons I., Graf von Toulouse, besetzt. Eine Koalition regionaler Adliger zwang ihn 1143, die Vizegrafschaft zurückzugeben.
- Ermengarde, 1143–1192, † 1196/97, Tochter Aimerys II.

## Haus Manrique de Lara
Ende 1192 verjagte Pedro de Lara, Sohn einer Halbschwester Ermengardes, seine Tante aus Narbonne.
- 1192–1202: Pedro (Pierre) de Lara († 10. Juni 1202), Neffe Ermengardes.
- 1202–1239: Aimery III. († 1. Februar 1239), dessen Sohn.
- 1239–1270: Amalric I. († Dezember 1270), dessen Sohn.
- 1270–1298: Aimery IV. († Oktober 1298), dessen Sohn.
- 1298–1328: Amalric II. († 19. Juni 1328), dessen Sohn.
- 1328–1336: Aimery V. († Juni 1336), dessen Sohn.
- 1336–1341: Amalric III. († 28. Februar 1341), dessen Sohn.
- 1341–1388: Aimery VI. († 1388), dessen Halbbruder.
- 1388–1397: Guillaume I. († 1397), dessen Sohn.
- 1397–1424: Guillaume II. († 1424), dessen Sohn.

## Haus Tinières
1424 vererbte Vizegraf Guillaume II., selbst ohne Nachkommen, die Vizegrafschaft seinem Halbbruder aus der zweiten Ehe seiner Mutter, Pierre de Tinières.
- 1424–1447: Pierre de Tinières, als Guillaume III.

## Haus Grailly
1447 wurde Narbonne an Gaston IV., Graf von Foix verkauft.
- 1447–1468: Gaston IV., Graf von Foix († 1472).
- 1468–1500: Jean de Foix, Graf von Étampes (1478) († um 1500), dessen Sohn
- 1500–1507: Gaston de Foix, Herzog von Nemours, Graf von Étampes (* 10. Dezember 1489, X 11. April 1512) dessen Sohn.

1507 wurde die Vizegrafschaft Narbonne an König Ludwig XII. abgetreten.